# Danh sách tòa nhà cao nhất Hàn Quốc
Danh sách toà nhà cao nhất Hàn Quốc xếp hạng những nhà cao tầng ở Hàn Quốc. Toà nhà cao nhất Hàn Quốc hiện nay là Lotte World Tower 123 tầng, cao 555 mét (1.821 ft) hoàn thành vào ngày 22 tháng 12 năm 2016, nó trở thành toà nhà cao thứ 6 trên thế giới và được thêm vào danh sách 75 toà nhà cao nhất thế giới. Bốn toà nhà cao hơn 300m đang được xây dựng ở Hàn Quốc. Busan Lotte Town Tower ở Busan cao 510 mét (1.673 ft) sẽ hoàn thành vào 2016, nó sẽ trở thành toà nhà cao thứ 10 trên thế giới.

## Toà nhà cao nhất ở Hàn Quốc
Chỉ tính những toà nhà cao hơn 180m.
| Hạng | Tòa nhà                                                   | Hình ảnh | Thành phố         | Vị trí          | Chiều cao (m) | Chiều cao (ft) | Số tầng | Hoàn thành | Ghi chú                                                                         |
| ---- | --------------------------------------------------------- | --- | ----------------- | --------------- | ------------- | -------------- | ------- | ---------- | ------------------------------------------------------------------------------- |
| 1    | Lotte World Tower                                         | Lotte World Tower for Wiki.jpg | Seoul             | Songpa-gu       | 554,5         | 1819           | 123     | 2017       | Tòa nhà cao nhất Seoul và cả Hàn Quốc. Đồng thời là tòa nhà cao thứ 6 thế giới. |
| 2    | Haeundae LCT Landmark Tower                               | Haeundae Beach 20200522 016.jpg | Busan             | Haeundae-gu     | 411,6         | 1350           | 101     | 2019       | Tòa nhà cao nhất Busan                                                          |
| 3    | Haeundae LCT The Sharp A                                  | Haeundae Beach 20200522 016.jpg | Busan             | Haeundae-gu     | 339,1         | 1113           | 85      | 2019       |                                                                                 |
| 4    | LCT The Sharp B                                           | Haeundae Beach 20200522 016.jpg | Busan             | Haeundae-gu     | 333,1         | 1093           | 85      | 2019       |                                                                                 |
| 5    | Parc1 Tower 1                                             | November 2019 Yeouido 02.jpg | Seoul             | Yeongdeungpo-gu | 332,7         | 1092           | 67      | 2020       |                                                                                 |
| 6    | POSCO Tower Songdo                                        | Songdo Central Park and Posco Tower Songdo.jpg | Incheon           | Yeonsu-gu       | 305           | 1001           | 68      | 2011       | Tòa nhà cao nhất Incheon                                                        |
| 7    | Haeundae Doosan We've the Zenith 101                      | Haeundae and Marine City on a Cloudy Day.jpg | Busan             | Haeundae-gu     | 300           | 984            | 80      | 2011       |                                                                                 |
| 8    | Haeundae I'Park Tower 2                                   | View from Igidae.jpg | Busan             | Haeundae-gu     | 292,1         | 958            | 72      | 2011       |                                                                                 |
| 9    | Trung tâm Tài chính Quốc tế Busan                         | View of Busan from Jeonpo Samgeori bus stop.jpg | Busan             | Nam-gu          | 289           | 948            | 63      | 2014       |                                                                                 |
| 10   | Trung tâm Tài chính Quốc tế số 3                          | | Seoul             | Yeongdeungpo-gu | 284           | 932            | 55      | 2012       |                                                                                 |
| 11   | Haeundae Doosan We've the Zenith 102                      | Haeundae and Marine City on a Cloudy Day.jpg | Busan             | Haeundae-gu     | 281,5         | 924            | 75      | 2011       |                                                                                 |
| 12   | Haeundae I'Park Tower 1                                   | View from Igidae.jpg | Busan             | Haeundae-gu     | 272,9         | 895            | 66      | 2011       |                                                                                 |
| 13   | Haeundae Doosan We've the Zenith 103                      | Haeundae and Marine City on a Cloudy Day.jpg | Busan             | Haeundae-gu     | 265           | 869            | 70      | 2011       |                                                                                 |
| 14   | Tower Palace Three G                                      | 구룡산 국수봉 전망대에서 본 서울전경.jpg | Seoul             | Gangnam-gu      | 263,7         | 865            | 69      | 2004       |                                                                                 |
| 15   | Parc1 Tower 2                                             | November 2019 Yeouido 02.jpg | Seoul             | Yeongdeungpo-gu | 256           | 811            | 53      | 2020       |                                                                                 |
| 15   | Mokdong Hyperion 101                                      | Mok-dong Hyperion.jpg | Seoul             | Yangcheon-gu    | 256           | 840            | 69      | 2003       |                                                                                 |
| 17   | Hanhwa 63 City                                            | 63 Building - panoramio.jpg | Seoul             | Yeongdeungpo-gu | 249,6         | 819            | 60      | 1985       |                                                                                 |
| 18   | Metapolis A                                               | Metapolis Towers.jpg | Gyeonggi-do       | Hwaseong-si     | 248,7         | 816            | 66      | 2010       | Tòa nhà cao nhất tỉnh Gyeonggi                                                  |
| 19   | Metapolis D                                               | Metapolis Towers.jpg | Gyeonggi-do       | Hwaseong-si     | 247,4         | 812            | 66      | 2010       |                                                                                 |
| 20   | Hillstate Ijin Bay City 101                               | | Busan             | Seo-gu          | 247           | 810            | 69      | 2022       |                                                                                 |
| 21   | W Tower A                                                 | Gwangan Bridge 20200522 001.jpg | Busan             | Nam-gu          | 246,4         | 808            | 69      | 2017       |                                                                                 |
| 21   | W Tower B                                                 | Gwangan Bridge 20200522 001.jpg | Busan             | Nam-gu          | 246,4         | 808            | 69      | 2017       |                                                                                 |
| 21   | W Tower C                                                 | Gwangan Bridge 20200522 001.jpg | Busan             | Nam-gu          | 246,4         | 808            | 69      | 2017       |                                                                                 |
| 21   | W Tower D                                                 | Gwangan Bridge 20200522 001.jpg | Busan             | Nam-gu          | 246,4         | 808            | 69      | 2017       |                                                                                 |
| 25   | FKI Tower                                                 | Yeouido 4.jpg | Seoul             | Yeongdeungpo-gu | 245,5         | 805            | 50      | 2013       |                                                                                 |
| 26   | Jungdong Richensia B                                      | 부천남중학교 20220611.jpg | Gyeonggi-do       | Bucheon-si      | 241           | 791            | 66      | 2012       |                                                                                 |
| 27   | Jungdong Richensia A                                      | 부천남중학교 20220611.jpg | Gyeonggi-do       | Bucheon-si      | 238           | 781            | 66      | 2012       |                                                                                 |
| 28   | Cheonan Pentaport 103                                     | 펜타포트-20200607 163427x1800.jpg | Chungcheongnam-do | Cheonan-si      | 239,6         | 786            | 66      | 2011       | Tòa nhà cao nhất tỉnh Chungcheong Nam                                           |
| 29   | Mokdong Hyperion 102                                      | Mok-dong Hyperion.jpg | Seoul             | Yangcheon-gu    | 239,3         | 785            | 63      | 2003       |                                                                                 |
| 30   | Songdo The Sharp First World Tower 1                      | Songdo Central Park and Posco Tower Songdo 01 (포스코타워 송도).png                                                                                                 | Incheon           | Yeonsu-gu       | 236,6         | 776            | 65      | 2009       |                                                                                 |
| 30   | Songdo The Sharp First World Tower 2                      | Songdo Central Park and Posco Tower Songdo 01 (포스코타워 송도).png                                                                                                 | Incheon           | Yeonsu-gu       | 236,6         | 776            | 65      | 2009       |                                                                                 |
| 30   | Songdo The Sharp First World Tower 3                      | Songdo Central Park and Posco Tower Songdo 01 (포스코타워 송도).png                                                                                                 | Incheon           | Yeonsu-gu       | 236,6         | 776            | 65      | 2009       |                                                                                 |
| 30   | Songdo The Sharp First World Tower 4                      | Songdo Central Park and Posco Tower Songdo 01 (포스코타워 송도).png                                                                                                 | Incheon           | Yeonsu-gu       | 236,6         | 776            | 65      | 2009       |                                                                                 |
| 34   | Tower Palace One B                                        | | Seoul             | Gangnam-gu      | 233,8         | 767            | 66      | 2002       |                                                                                 |
| 35   | Cheongnyangni Station Lotte Castle SKY-L65 A              | | Seoul             | Dongdaemun-gu   | 232           | 761            | 64      | 2023       |                                                                                 |
| 36   | Ilsan Yojin Y-City 103                                    | | Gyeonggi-do       | Goyang-si       | 230           | 755            | 59      | 2016       |                                                                                 |
| 36   | Ilsan Yojin Y-City 104                                    | | Gyeonggi-do       | Goyang-si       | 230           | 755            | 59      | 2016       |                                                                                 |
| 36   | Ilsan Yojin Y-City 105                                    | | Gyeonggi-do       | Goyang-si       | 230           | 755            | 59      | 2016       |                                                                                 |
| 36   | Ilsan Doosan We've the Zenith 105                         | | Gyeonggi-do       | Goyang-si       | 230           | 755            | 59      | 2013       |                                                                                 |
| 40   | Trade Tower                                               | September Asia by Night - Visit Space Center City Seoul Korea - Master Earth Photography 2012 free Bradley Manning, free british way to life - Kong - panoramio.jpg | Seoul             | Gangnam-gu      | 228           | 748            | 55      | 1988       |                                                                                 |
| 41   | Cheongnyangni Station Lotte Castle SKY-L65 D              | | Seoul             | Dongdaemun-gu   | 226           | 741            | 65      | 2023       |                                                                                 |
| 41   | Cheongnyangni Station Lotte Castle SKY-L65 B              | | Seoul             | Dongdaemun-gu   | 226           | 740            | 65      | 2023       |                                                                                 |
| 43   | Ilsan Yojin Y-City 102                                    | | Gyeonggi-do       | Goyang-si       | 225           | 738            | 58      | 2016       |                                                                                 |
| 43   | Suseong SK Leader's View 103                              | 수성못.jpg | Daegu             | Suseong-gu      | 225           | 738            | 56      | 2010       | Tòa nhà cao nhất Daegu                                                          |
| 43   | Suseong SK Leader's View 105                              | 수성못.jpg | Daegu             | Suseong-gu      | 225           | 738            | 56      | 2010       | Tòa nhà cao nhất Daegu                                                          |
| 46   | Ilsan Doosan We've the Zenith 104                         | | Gyeonggi-do       | Goyang-si       | 224           | 735            | 57      | 2013       |                                                                                 |
| 47   | Metapolis B                                               | Metapolis Towers.jpg | Gyeonggi-do       | Hwaseong-si     | 223,8         | 734            | 60      | 2010       |                                                                                 |
| 48   | Cheongnyangni Station Lotte Castle SKY-L65 A              | | Seoul             | Dongdaemun-gu   | 223           | 731            | 64      | 2023       |                                                                                 |
| 49   | TP Tower                                                  | | Seoul             | Yeongdeungpo-gu | 220           | 722            | 42      | 2024       |                                                                                 |
| 50   | Cheongnyangni Station Lotte Castle SKY-L65 C              | | Seoul             | Dongdaemun-gu   | 219           | 718            | 63      | 2023       |                                                                                 |
| 51   | Ilsan Doosan We've the Zenith 102                         | | Gyeonggi-do       | Goyang-si       | 215           | 705            | 54      | 2013       |                                                                                 |
| 51   | Ilsan Yojin Y-City 106                                    | | Gyeonggi-do       | Goyang-si       | 215           | 705            | 57      | 2016       |                                                                                 |
| 51   | Ilsan Doosan We've the Zenith 103                         | | Gyeonggi-do       | Goyang-si       | 215           | 705            | 54      | 2013       |                                                                                 |
| 51   | Ilsan Doosan We've the Zenith 106                         | | Gyeonggi-do       | Goyang-si       | 215           | 705            | 54      | 2013       |                                                                                 |
| 55   | Ilsan Yojin Y-City 101                                    | | Gyeonggi-do       | Goyang-si       | 214           | 702            | 55      | 2016       |                                                                                 |
| 56   | The Sharp Centum Star B                                   | Busan, Korea - panoramio - gary4now.jpg | Busan             | Haeundae-gu     | 212           | 696            | 60      | 2008       |                                                                                 |
| 56   | Ilsan Doosan We've the Zenith 101                         | | Gyeonggi-do       | Goyang-si       | 212           | 696            | 53      | 2013       |                                                                                 |
| 56   | Ilsan Doosan We've the Zenith 107                         | | Gyeonggi-do       | Goyang-si       | 212           | 696            | 53      | 2013       |                                                                                 |
| 56   | Hillstate Ijin Bay City 102                               | | Busan             | Seo-gu          | 212           | 696            | 59      | 2022       |                                                                                 |
| 56   | Hillstate Ijin Bay City 103                               | | Busan             | Seo-gu          | 212           | 696            | 59      | 2022       |                                                                                 |
| 61   | Hyupsung Marina G7 A                                      | | Busan             | Dong-gu         | 210           | 689            | 61      | 2021       |                                                                                 |
| 61   | Hyupsung Marina G7 B                                      | | Busan             | Dong-gu         | 210           | 689            | 61      | 2021       |                                                                                 |
| 63   | Tower Palace One A                                        | | Seoul             | Gangnam-gu      | 209,1         | 686            | 59      | 2002       |                                                                                 |
| 63   | Tower Palace One C                                        | Seoul | Gangnam-gu        | 209,1           | 686           | 59             | 2002    |            |                                                                                 |
| 65   | Songdo Artwin Prugio 101                                  | | Incheon           | Yeonsu-gu       | 208           | 682            | 60      | 2015       |                                                                                 |
| 65   | Songdo Artwin Prugio 102                                  | | Incheon           | Yeonsu-gu       | 208           | 682            | 60      | 2015       |                                                                                 |
| 67   | The Sharp Central Star A                                  | Seomyeon2.png | Busan             | Haeundae-gu     | 207           | 679            | 58      | 2011       |                                                                                 |
| 67   | Lotte Castle Campus Town 101                              | | Incheon           | Yeonsu-gu       | 207           | 679            | 55      | 2016       |                                                                                 |
| 69   | Ilsan Doosan We've the Zenith 108                         | | Gyeonggi-do       | Goyang-si       | 206           | 676            | 51      | 2013       |                                                                                 |
| 70   | Haeundae I'Park Tower 3                                   | View from Igidae.jpg | Busan             | Haeundae-gu     | 205,5         | 674            | 46      | 2012       |                                                                                 |
| 71   | Seomyeon Samhan Golden View Central Park 101              | | Busan             | Busanjin-gu     | 205           | 673            | 58      | 2018       |                                                                                 |
| 71   | Seomyeon Samhan Golden View Central Park 102              | | Busan             | Busanjin-gu     | 205           | 673            | 58      | 2018       |                                                                                 |
| 71   | Seomyeon Samhan Golden View Central Park 103              | | Busan             | Busanjin-gu     | 205           | 673            | 58      | 2018       |                                                                                 |
| 74   | Trung tâm Tài chính Gangnam                               | 서울야경 - panoramio.jpg | Seoul             | Gangnam-gu      | 204           | 669            | 45      | 2001       |                                                                                 |
| 75   | Metapolis C                                               | Metapolis Towers.jpg | Gyeonggi-do       | Hwaseong-si     | 203,2         | 667            | 55      | 2010       |                                                                                 |
| 76   | Samsung Town C                                            | Samsung headquarters.jpg | Seoul             | Seocho-gu       | 203           | 666            | 44      | 2008       |                                                                                 |
| 77   | Mokdong Hyperion 103                                      | Mok-dong Hyperion.jpg | Seoul             | Yangcheon-gu    | 201,2         | 660            | 54      | 2003       |                                                                                 |
| 78   | Raemian Caelitus 101                                      | N Seoul Tower and Raemian Caelitus.jpg | Seoul             | Yongsan-gu      | 201           | 659            | 56      | 2015       |                                                                                 |
| 78   | Taehwa River Exordium A                                   | Ulsan Iaan Exordium.jpg | Ulsan             | Jung-gu         | 201           | 659            | 54      | 2010       | Tòa nhà cao nhất Ulsan                                                          |
| 78   | Taehwa River Exordium B                                   | Ulsan Iaan Exordium.jpg | Ulsan             | Jung-gu         | 201           | 659            | 54      | 2010       | Tòa nhà cao nhất Ulsan                                                          |
| 78   | Suseong Beomeo W 101                                      | | Daegu             | Suseong-gu      | 201           | 659            | 59      | 2023       | Sẽ mở cửa vào tháng 12 năm 2023.                                                |
| 78   | Suseong Beomeo W 102                                      | | Daegu             | Suseong-gu      | 201           | 659            | 59      | 2023       | Sẽ mở cửa vào tháng 12 năm 2023.                                                |
| 78   | Suseong Beomeo W 103                                      | | Daegu             | Suseong-gu      | 201           | 659            | 59      | 2023       | Sẽ mở cửa vào tháng 12 năm 2023.                                                |
| 78   | Suseong Beomeo W 104                                      | | Daegu             | Suseong-gu      | 201           | 659            | 59      | 2023       | Sẽ mở cửa vào tháng 12 năm 2023.                                                |
| 78   | Suseong Beomeo W 105                                      | | Daegu             | Suseong-gu      | 201           | 659            | 59      | 2023       | Sẽ mở cửa vào tháng 12 năm 2023.                                                |
| 86   | Trimage 101                                               | Seongsu Bridge and Lotte World Tower.jpg | Seoul             | Seongdong-gu    | 200           | 656            | 47      | 2020       |                                                                                 |
| 86   | Trimage 102                                               | Seongsu Bridge and Lotte World Tower.jpg | Seoul             | Seongdong-gu    | 200           | 656            | 47      | 2020       |                                                                                 |
| 86   | Cheongnyangni Station Lotte Castle SKY-L65 C              | | Seoul             | Dongdaemun-gu   | 200           | 656            | 63      | 2023       |                                                                                 |
| 89   | Acro Seoul Forest A                                       | | Seoul             | Seongdong-gu    | 199,98        | 656            | 49      | 2021       |                                                                                 |
| 89   | Acro Seoul Forest B                                       | Seoul | Seongdong-gu      | 199,98          | 656           | 49             | 2021    |            |                                                                                 |
| 91   | Conrad Seoul                                              | November 2019 Yeouido 02.jpg | Seoul             | Yeongdeungpo-gu | 199,4         | 654            | 38      | 2012       |                                                                                 |
| 92   | Beomeo-dong Doosan We've The Zenith 104                   | | Daegu             | Suseong-gu      | 199,16        | 653            | 53      | 2009       |                                                                                 |
| 92   | Beomeo-dong Doosan We've The Zenith 105                   | | Daegu             | Suseong-gu      | 199,16        | 653            | 53      | 2009       |                                                                                 |
| 94   | Daewoo Aratrium                                           | Haeundae and Marine City on a Cloudy Day.jpg | Busan             | Haeundae-gu     | 198           | 650            | 38      | 2013       |                                                                                 |
| 95   | The Classic 500 A                                         | Seoul Campus.jpg | Seoul             | Gwangjin-gu     | 196           | 643            | 50      | 2009       |                                                                                 |
| 95   | The Sharp Star City A                                     | Seoul Campus.jpg | Seoul             | Gwangjin-gu     | 196           | 643            | 58      | 2006       |                                                                                 |
| 97   | Changwon Metro City 2                                     | Chanwon NC Park.jpg | Gyeongsangnam-do  | Changwon-si     | 195,78        | 642            | 55      | 2015       | Tòa nhà cao nhất tỉnh Gyeongsang Nam                                            |
| 98   | Daejeon Science Complex                                   | 대전 신세계백화점 건설 당시 모습.jpg | Daejeon           | Yuseong-gu      | 193           | 633            | 43      | 2021       | Tòa nhà cao nhất Daejeon                                                        |
| 99   | Yonghyeon Exllu Tower 103                                 | | Incheon           | Michuhol-gu     | 192           | 630            | 51      | 2010       |                                                                                 |
| 99   | Centum Leaders Mark                                       | Centum City, Busan, 2014-12-28.jpg | Busan             | Haeundae-gu     | 192           | 630            | 44      | 2008       |                                                                                 |
| 99   | Centum Sky Biz                                            | Centum City Busan.jpg | Busan             | Haeundae-gu     | 192           | 630            | 42      | 2017       |                                                                                 |
| 99   | Cheongnyangni Station Hanyang Sujain Gratte-ciel 101      | | Seoul             | Dongdaemun-gu   | 192           | 630            | 59      | 2023       |                                                                                 |
| 103  | Tower Palace Two E                                        | | Seoul             | Gangnam-gu      | 191,1         | 627            | 55      | 2003       |                                                                                 |
| 103  | Tower Palace Two F                                        | | Seoul             | Gangnam-gu      | 191,1         | 627            | 55      | 2003       |                                                                                 |
| 105  | Cheongna The Sharp Lake Park 451                          | | Incheon           | Seo-gu          | 190           | 623            | 58      | 2013       |                                                                                 |
| 105  | Songdo Posco Centroad                                     | Songdo International Business District 11.JPG | Incheon           | Yeonsu-gu       | 190           | 623            | 45      | 2011       |                                                                                 |
| 107  | D-Cube City Headquarters                                  | | Seoul             | Guro-gu         | 189,7         | 622            | 42      | 2011       |                                                                                 |
| 108  | Cheongna Exllu Tower A                                    | | Incheon           | Seo-gu          | 189,5         | 622            | 55      | 2011       |                                                                                 |
| 108  | Cheongna Exllu Tower B                                    | | Incheon           | Seo-gu          | 189,5         | 622            | 55      | 2011       |                                                                                 |
| 108  | Cheongnyangni Station Lotte Castle SKY-L65 Landmark Tower | | Seoul             | Dongdaemun-gu   | 189,5         | 622            | 42      | 2023       |                                                                                 |
| 111  | Cheongna Prugio 361                                       | Dwp003.png | Incheon           | Seo-gu          | 189,1         | 620            | 58      | 2013       |                                                                                 |
| 112  | Hakik Exllu Tower                                         | | Incheon           | Michuhol-gu     | 189           | 620            | 53      | 2010       |                                                                                 |
| 112  | The Sharp Centum Star C                                   | Busan, Korea - panoramio - gary4now.jpg | Busan             | Haeundae-gu     | 189           | 620            | 52      | 2008       |                                                                                 |
| 112  | Techno Mart 21                                            | Olympic Bridge panorama.jpg | Seoul             | Gwangjin-gu     | 189           | 620            | 39      | 1998       |                                                                                 |
| 115  | Beomeo-dong Doosan We've The Zenith 108                   | | Daegu             | Suseong-gu      | 188,3         | 618            | 59      | 2009       |                                                                                 |
| 115  | Beomeo-dong Doosan We've The Zenith 109                   | | Daegu             | Suseong-gu      | 188,3         | 618            | 59      | 2009       |                                                                                 |
| 115  | Beomeo-dong Doosan We've The Zenith 103                   | | Daegu             | Suseong-gu      | 188,3         | 618            | 49      | 2009       |                                                                                 |
| 118  | Sejong Hanshin The Hue Reserve 601                        | | Sejong            | -               | 188,28        | 618            | 44      | 2021       | Tòa nhà cao nhất Sejong                                                         |
| 119  | Cheongna Prugio 362                                       | Dwp003.png | Incheon           | Seo-gu          | 188,16        | 617            | 50      | 2013       |                                                                                 |
| 120  | Eco Metro 905                                             | | Incheon           | Namdong-gu      | 188,16        | 617            | 50      | 2011       |                                                                                 |
| 121  | BI CITY Officetel                                         | | Busan             | Nam-gu          | 187,75        | 616            | 49      | 2018       |                                                                                 |
| 122  | Changwon Metro City 2 106                                 | | Gyeongsangnam-do  | Changwon-si     | 187,73        | 616            | 49      | 2015       |                                                                                 |
| 122  | Changwon Metro City 2 104                                 | | Gyeongsangnam-do  | Changwon-si     | 187,73        | 616            | 49      | 2015       |                                                                                 |
| 122  | Changwon Metro City 2 101                                 | | Gyeongsangnam-do  | Changwon-si     | 187,73        | 616            | 49      | 2015       |                                                                                 |
| 125  | WBC The Palace 1                                          | Gwangandaegyo Bridge in Busan, South Korea (iau2207b).jpg | Busan             | Haeundae-gu     | 186,8         | 613            | 51      | 2011       |                                                                                 |
| 125  | WBC The Palace 2                                          | Gwangandaegyo Bridge in Busan, South Korea (iau2207b).jpg | Busan             | Haeundae-gu     | 186,8         | 613            | 51      | 2011       |                                                                                 |
| 127  | G-Tower                                                   | | Seoul             | Guro-gu         | 186,33        | 611            | 39      | 2020       |                                                                                 |
| 128  | Mokdong Trapalace Western Avenue                          | Dorimcheon, looking downstream (west) towards Anyangcheon.jpg | Seoul             | Yangcheon-gu    | 185,7         | 609            | 49      | 2009       |                                                                                 |
| 129  | D-Cube City Residence A                                   | SIndorim Station & D Cube City.jpg | Seoul             | Guro-gu         | 185,6         | 609            | 51      | 2011       |                                                                                 |
| 129  | D-Cube City Residence B                                   | SIndorim Station & D Cube City.jpg | Seoul             | Guro-gu         | 185,6         | 609            | 51      | 2011       |                                                                                 |
| 131  | Cheongna The Sharp Lake Park 452                          | | Incheon           | Seo-gu          | 185           | 607            | 51      | 2013       |                                                                                 |
| 131  | Parnas Tower                                              | | Seoul             | Gangnam-gu      | 185           | 602            | 39      | 2016       |                                                                                 |
| 131  | Songdo Posco E&C Tower 1                                  | | Incheon           | Yeonsu-gu       | 185           | 607            | 39      | 2011       |                                                                                 |
| 131  | Songdo Posco E&C Tower 2                                  | Incheon | Yeonsu-gu         | 185             | 607           | 39             | 2011    |            |                                                                                 |
| 131  | Samsung R4 Tower                                          | | Gyeonggi-do       | Suwon-si        | 185           | 607            | 37      | 2005       |                                                                                 |
| 136  | Sangbong Premier's AMCO A                                 | | Seoul             | Jungnang-gu     | 184,7         | 606            | 47      | 2014       |                                                                                 |
| 137  | Trung tâm Tài chính Quốc tế số 1                          | | Seoul             | Yeongdeungpo-gu | 184,5         | 605            | 32      | 2012       |                                                                                 |
| 138  | Cheongna Prugio 363                                       | Dwp003.png | Incheon           | Seo-gu          | 184,39        | 605            | 49      | 2013       |                                                                                 |
| 139  | The Sharp Centum Star A                                   | Busan, Korea - panoramio - gary4now.jpg | Busan             | Haeundae-gu     | 184           | 604            | 51      | 2008       |                                                                                 |
| 139  | Songdo Campus Town 102                                    | | Incheon           | Yeonsu-gu       | 184           | 604            | 49      | 2016       |                                                                                 |
| 139  | Songdo Campus Town 104                                    | | Incheon           | Yeonsu-gu       | 184           | 604            | 49      | 2016       |                                                                                 |
| 142  | Changwon Metro City 2 102                                 | | Gyeongsangnam-do  | Changwon-si     | 183,9         | 603            | 48      | 2015       |                                                                                 |
| 143  | Cheongnyangni Station Hanyang Sujain Gratte-ciel 104      | | Seoul             | Dongdaemun-gu   | 183           | 600            | 56      | 2023       |                                                                                 |
| 144  | Dongtan Keumkang Penterium IX Tower A                     | | Gyeonggi-do       | Hwaseong-si     | 182,8         | 600            | 38      | 2021       |                                                                                 |
| 144  | Dongtan Keumkang Penterium IX Tower B                     | | Gyeonggi-do       | Hwaseong-si     | 182,8         | 600            | 38      | 2021       |                                                                                 |
| 146  | Mokdong Trapalace Eastern Avenue                          | Dorimcheon, looking downstream (west) towards Anyangcheon.jpg | Seoul             | Yangcheon-gu    | 182,5         | 599            | 48      | 2009       |                                                                                 |
| 147  | SK Hub Sky 101                                            | | Busan             | Dongnae-gu      | 182           | 597            | 49      | 2006       |                                                                                 |
| 147  | SK Hub Sky 102                                            | | Busan             | Dongnae-gu      | 182           | 597            | 49      | 2006       |                                                                                 |
| 147  | Trimage 104                                               | Seongsu Bridge and Lotte World Tower.jpg | Seoul             | Seongdong-gu    | 182           | 597            | 47      | 2017       |                                                                                 |
| 147  | Trimage 103                                               | Seongsu Bridge and Lotte World Tower.jpg | Seoul             | Seongdong-gu    | 182           | 597            | 45      | 2017       |                                                                                 |
| 147  | Shindorim Techno Mart                                     | | Seoul             | Guro-gu         | 182           | 597            | 40      | 2008       |                                                                                 |
| 152  | Shinjeong-dong Doosan We've the Zenith 101                | | Ulsan             | Nam-gu          | 181,75        | 596            | 48      | 2010       |                                                                                 |
| 152  | Shinjeong-dong Doosan We've the Zenith 102                | | Ulsan             | Nam-gu          | 181,75        | 596            | 48      | 2010       |                                                                                 |
| 154  | The Classic 500 B                                         | Seoul Campus.jpg | Seoul             | Gwangjin-gu     | 181,2         | 594            | 40      | 2009       |                                                                                 |
| 155  | Cheongna Prugio 364                                       | Dwp003.png | Incheon           | Seo-gu          | 180,63        | 593            | 48      | 2013       |                                                                                 |
| 156  | Changwon Metro City 2 103                                 | | Gyeongsangnam-do  | Changwon-si     | 180,06        | 591            | 47      | 2015       |                                                                                 |
| 157  | Cheongna The Sharp Lake Park 453                          | | Incheon           | Seo-gu          | 180           | 591            | 49      | 2013       |                                                                                 |
| 157  | Cheongna The Sharp Lake Park 454                          | | Incheon           | Seo-gu          | 180           | 591            | 48      | 2013       |                                                                                 |

## Tòa nhà cao nhất chưa hoàn thành
Đây là danh sách bao gồm các toà nhà đang được xây dựng, trên kế hoạch ở Hàn Quốc dựa theo Namuwiki
| Hạng | Tòa nhà                                             | Tỉnh thành        | Vị trí          | Chiều cao m (ft)      | Số tầng | Dự kiến hoàn thành | Trạng thái                      | Ghi chú |
| ---- | --------------------------------------------------- | ----------------- | --------------- | --------------------- | ------- | ------------------ | ------------------------------- | --- |
| 1    | Beomeo Station The King Penthouse & Shopping Mall   | Daegu             | Suseong-gu      | —                     | 118     | 2029               | Trên kế hoạch                   | |
| 2    | Hyundai Global Business Center                      | Seoul             | Gangnam-gu      | 569 m (1.867 ft)      | 105     | 2026               | Trì hoãn                        | Dự án được cho là đã bị hủy bỏ hoặc đang được thiết kế lại                                                      |
| 3    | Daegu Sky City Landmark Tower                       | Daegu             | Dong-gu         | —                     | 100     | —                  | Trên kế hoạch                   | |
| 4    | Jeonju 153 Extreme Tower                            | Jeonbuk           | Jeonju-si       | 470 m (1.540 ft)      | 6       | —                  | Trên kế hoạch                   | Công dụng là đài quan sát và tháp viễn thông. Sẽ là tòa tháp cao nhất Hàn Quốc và thứ 5 thế giới khi hoàn thành |
| 5    | Tower Infinity                                      | Incheon           | Seo-gu          | 448 m (1.470 ft)      | 30      | 2029               | Đang xây dựng                   | Tên khác là Cheongna City Tower. Công dụng là đài quan sát và tháp viễn thông                                   |
| 6    | Seong I-CORE City                                   | Incheon           | Yeonsu-gu       | 420 m (1.380 ft)      | 130     | 2030               | Trên kế hoạch                   | |
| 7    | CJ LiveCity                                         | Gyeonggi-do       | Goyang-si       | 384 m (1.260 ft)      | 88      | —                  | Trên kế hoạch                   | |
| 8    | Busan Lotte World Tower                             | Busan             | Jung-gu         | 342,5 m (1.124 ft)    | 67      | 2026               | Đang xây dựng                   | |
| 9    | New Trade Tower                                     | Seoul             | Songpa-gu       | 333 m (1.093 ft)      | 70      | —                  | Trên kế hoạch                   | |
| 10   | Ville Radieuse Jamsil                               | Seoul             | Songpa-gu       | —                     | 70      | —                  | Trên kế hoạch                   | |
| 11   | SKY.V Centum City A                                 | Busan             | Haeundae-gu     | 307,76 m (1.009,7 ft) | 73      | 2026               | Trên kế hoạch                   | |
| 12   | SKY.V Centum City B                                 | Busan             | Haeundae-gu     | 307,76 m (1.009,7 ft) | 73      | 2026               | Trên kế hoạch                   | |
| 13   | Global Quantum Complex                              | Busan             | Haeundae-gu     | 307,2 m (1.008 ft)    | 74      | 2027               | Trên kế hoạch                   | |
| 14   | Ulsan Innovation City Shinsegae                     | Ulsan             | Jung-gu         | 300 m (980 ft)        | 83      | —                  | Trên kế hoạch                   | |
| 15   | Seocho Lotte Town A                                 | Seoul             | Seocho-gu       | 275 m (902 ft)        | 55      | —                  | Trên kế hoạch                   | |
| 16   | Cải tạo chung cư Seoul (tòa A)                      | Seoul             | Yeongdeungpo-gu | 274 m (899 ft)        | 77      | —                  | Trên kế hoạch                   | |
| 17   | Cải tạo chung cư Seoul (tòa B)                      | Seoul             | Yeongdeungpo-gu | 274 m (899 ft)        | 77      | —                  | Trên kế hoạch                   | |
| 18   | Phát triển khu vực ga Daejeon Chung cư FORENA       | Daejeon           | Jung-gu         | —                     | 69      | —                  | Trên kế hoạch                   | Việc xây dựng dự án tiến hành vào cuối năm 2023                                                                 |
| 19   | Blanc SUMMIT 74                                     | Busan             | Dong-gu         | 263 m (863 ft)        | 69      | 2028               | Đang xây dựng                   | |
| 20   | Khu phức hợp dân cư & thương mại phường Ssangyong   | Chungcheongnam-do | Cheonan-si      | 260 m (850 ft)        | 69      | —                  | Thông qua thiết kế              | |
| 21   | SKY.V Busan NorthPort                               | Busan             | Dong-gu         | —                     | 74      | —                  | Trên kế hoạch                   | |
| 22   | Hauterre Cityzens Park                              | Busan             | Busanjin-gu     | 257,3 m (844 ft)      | 69      | —                  | Phê duyệt triển khai kinh doanh | |
| 23   | IFC Xi The Sky                                      | Busan             | Nam-gu          | 255 m (837 ft)        | 70      | 2029               | Trên kế hoạch                   | |
| 24   | Khu chung cư chợ Bangcheon                          | Daegu             | Jung-gu         | 252 m (827 ft)        | 72      | —                  | Trên kế hoạch                   | |
| 25   | FORENA Cheonan Asan Station                         | Chungcheongnam-do | Cheonan-si      | 251,1 m (824 ft)      | 70      | 2027               | Đang xây dựng                   | |
| 26   | Seocho Lotte Town B                                 | Seoul             | Seocho-gu       | 250 m (820 ft)        | 48      | —                  | Trên kế hoạch                   | |
| 27   | Angsana Residences Yeouido Seoul                    | Seoul             | Yeongdeungpo-gu | 249,9 m (820 ft)      | 57      | 2026               | Trên kế hoạch                   | |
| 28   | Songdo American Town The Sharp                      | Seoul             | Songpa-gu       | 247,8 m (813 ft)      | 70      | 2025               | Trên kế hoạch                   | |
| 29   | Phát triển khu nhà máy dệt Jeonju Daehan (Chung cư) | Jeonbuk           | Jeonju-si       | —                     | 67      | —                  | Trên kế hoạch                   | |
| 30   | Pentahills W                                        | Gyeongsangbuk-do  | Gyeongsan-si    | 232,6 m (763 ft)      | 65      | —                  | Trên kế hoạch                   | |
| 31   | Xi Hillstate Hypercity                              | Busan             | Dong-gu         | —                     | 60      | 2028               | Trên kế hoạch                   | |
| 32   | Seoul Hall TP Tower                                 | Seoul             | Yeongdeungpo-gu | 220 m (720 ft)        | 42      | 2024               | Cất nóc                         | Tiến độ thi công tòa nhà đã đạt khoảng 90%                                                                      |
| 33   | Lotte Castle De MER (tòa A)                         | Busan             | Dong-gu         | 213,35 m (700,0 ft)   | 59      | 2025               | Đang xây dựng                   | |
| 34   | Lotte Castle De MER (tòa B)                         | Busan             | Dong-gu         | 213,35 m (700,0 ft)   | 59      | 2025               | Đang xây dựng                   | |
| 35   | DWBC 우정                                           | Ulsan             | Jung-gu         | —                     | 69      | —                  | Trên kế hoạch                   | |
| 36   | Ulsan Global Energy Business Center                 | Ulsan             | Nam-gu          | —                     | 60      | 2029               | Trên kế hoạch                   | |
| 37   | Ttukseom Booyoung Hotel A                           | Seoul             | Seongdong-gu    | 212 m (696 ft)        | 49      | —                  | Đang xây dựng                   | Khởi công năm 2019                                                                                              |
| 38   | Champions City Landmark Tower                       | Gwangju           | Buk-gu          | 203 m (666 ft)        | 50      | —                  | Trên kế hoạch                   | |
| 39   | Trung tâm Tài chính Quốc tế Busan (giai đoạn 3)     | Busan             | Nam-gu          | 199,5 m (655 ft)      | 45      | 2025               | Đang xây dựng                   | |
| 40   | Hillstate Songdo The Sky                            | Incheon           | Yeonsu-gu       | 199,3 m (654 ft)      | 59      | 2024               | Cất nóc                         | |
| 41   | Pyeongtaek Winners City                             | Gyeonggi-do       | Pyeongteak-si   | 190 m (620 ft)        | 59      | —                  | Trên kế hoạch                   | |
| 42   | Nokyang Sky59                                       | Gyeonggi-do       | Uijeongbu-si    | —                     | 59      | —                  | Trên kế hoạch                   | |

## Toà nhà cao nhất được đề xuất
| Tên                                         | Cao m (ft)       | Tầng | Hoàn thành | Thành phố | Ghi chú                                               |
| ------------------------------------------- | ---------------- | ---- | ---------- | --------- | ----------------------------------------------------- |
| Triple One                                  | 620 m (2.030 ft) | 112  | 2016       | Seoul     | Sẽ trở thành toà nhà cao nhất Hàn Quốc khi hoàn thành |
| Incheon Tower                               | 487 m (1.598 ft) | 102  | 2015       | Incheon   |                                                       |
| Dancing Dragon Tower 1                      | 446 m (1.463 ft) | 88   | 2016       | Seoul     |                                                       |
| Cheongna City Infinity Tower                | 446 m (1.463 ft) | 13   |            | Incheon   |                                                       |
| LCT Landmark Tower                          | 411 m (1.348 ft) | 101  | 2016       | Busan     |                                                       |
| World Business Center Solomon Tower         | 408 m (1.339 ft) | 108  | 2017       | Busan     |                                                       |
| Block H                                     | 386 m (1.266 ft) | 73   | 2016       | Seoul     |                                                       |
| Dancing Dragon Tower 2                      | 378 m (1.240 ft) | 77   | 2016       | Seoul     |                                                       |
| Diagonal Tower                              | 343 m (1.125 ft) | 64   |            | Seoul     |                                                       |
| SkyWalk Residence                           | 333 m (1.093 ft) | 52   |            | Seoul     |                                                       |
| Yongson IBD Pentominium 1                   | 319 m (1.047 ft) | 59   |            | Seoul     |                                                       |
| Yongson IBD Pentominium 2                   | 319 m (1.047 ft) | 59   |            | Seoul     |                                                       |
| The Cloud Tower 1                           | 300 m (980 ft)   | 70   |            | Incheon   |                                                       |
| Songdo Science Village Tech Tower           | 300 m (980 ft)   | 60   |            | Seoul     |                                                       |
| The Blade                                   | 293 m (961 ft)   | 56   | 2016       | Seoul     |                                                       |
| Posco The # Unique Tower A                  | 260 m (850 ft)   | 73   |            | Busan     |                                                       |
| The Cloud Tower 2                           | 260 m (850 ft)   | 54   |            | Seoul     |                                                       |
| American City Queendom Seoul Landmark Hotel | 250 m (820 ft)   | 74   | 2015       | Seoul     |                                                       |
| Hallyu Wood International Business Center   | 250 m (820 ft)   | 50   | 2014       | Goyang-si |                                                       |

## Danh sách kiến trúc cao nhất
| Hạng | Tên                        | Cao(mét)       | Thành phố | Sử dụng            | Hoàn thành |
| ---- | -------------------------- | -------------- | --------- | ------------------ | ---------- |
| 1    | Seoul Tower                | 237 m (778 ft) | Seoul     | Quan sát/Giao tiếp | 1975       |
| 2    | Woobang Tower              | 202 m (663 ft) | Daegu     | Quan sát           | 1992       |
| 3    | Hwaseong Observation Tower | 200 m (660 ft) | Suwon     | Quan sát           | 2002       |
| 4    | Busan Tower                | 120 m (390 ft) | Busan     | Quan sát           | 1973       |

## Liên kết
- Council on Tall Buildings and Urban Habitat Documents most planned, built and under-construction skyscrapers
- Emporis, International database of various buildings
- Urbika, Includes many projects not documented by other websites
- SkyscraperCity, Forum with daily construction updates from around the world
- SkyscraperPage, Database and diagrams of most skyscrapers